# Lesches-en-Diois
Lesches-en-Diois är en kommun i departementet Drôme i regionen Auvergne-Rhône-Alpes i sydöstra Frankrike. Kommunen ligger i kantonen Luc-en-Diois som tillhör arrondissementet Die. År 2022 hade Lesches-en-Diois 58 invånare.

## Befolkningsutveckling
Antalet invånare i kommunen Lesches-en-Diois
Referens:INSEE